# Simona Diankova
Simona Diankova –en búlgaro, Симона Дянкова– (Varna, 7 de diciembre de 1994) es una deportista búlgara que compite en gimnasia rítmica, en la modalidad de conjuntos.
Participó en los Juegos Olímpicos de Tokio 2020, obteniendo una medalla de oro en la prueba por conjuntos (junto con Stefani Kiriakova, Madlen Radukanova, Laura Traets y Erika Zafirova).
Ganó seis medallas en el Campeonato Mundial de Gimnasia Rítmica entre los años 2017 y 2019, y cuatro medallas en el Campeonato Europeo de Gimnasia Rítmica, en los años 2018 y 2021.

## Palmarés internacional
| Juegos Olímpicos   | Juegos Olímpicos     | Juegos Olímpicos  | Juegos Olímpicos            |
| Año                | Lugar                | Medalla           | Prueba                      |
| ------------------ | -------------------- | ----------------- | --------------------------- |
| 2020               | Tokio (Japón)        | Medalla de oro    | Conjuntos                   |
| Campeonato Mundial |                      |                   |                             |
| Año                | Lugar                | Medalla           | Prueba                      |
| 2017               | Pésaro (Italia)      | Medalla de plata  | Concurso completo           |
| 2017               | Pésaro (Italia)      | Medalla de bronce | 3 con pelota + 2 con cuerda |
| 2018               | Sofía (Bulgaria)     | Medalla de oro    | 5 con aro                   |
| 2018               | Sofía (Bulgaria)     | Medalla de bronce | Concurso completo           |
| 2019               | Bakú (Azerbaiyán)    | Medalla de plata  | 5 con pelota                |
| 2019               | Bakú (Azerbaiyán)    | Medalla de bronce | Concurso completo           |
| Campeonato Europeo |                      |                   |                             |
| Año                | Lugar                | Medalla           | Prueba                      |
| 2018               | Guadalajara (España) | Medalla de oro    | 3 con pelota + 2 con cuerda |
| 2018               | Guadalajara (España) | Medalla de bronce | Concurso completo           |
| 2021               | Varna (Bulgaria)     | Medalla de oro    | 5 con pelota                |
| 2021               | Varna (Bulgaria)     | Medalla de plata  | 3 con aro + 2 con mazas     |